# Fluvisol

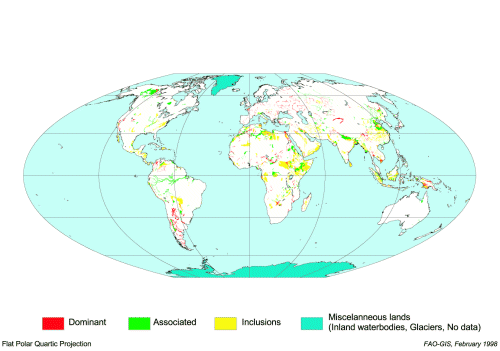
Zonas de Fluvisol.

Fluvisol es un Grupo de Suelos de Referencia del sistema World Reference Base for Soil Resources (WRB). Son suelos formados a partir de sedimentos aluviales recientes (fluviatiles, lacustres, marinos). Diagnóstico es el material flúvico, que empieza dentro de 25 cm. Como cada inundación puede aportar un material diferente en granulometría, mineralogía, contenido en humus y otras características, el material flúvico se reconoce por su obvia estratificación. Después de la sedimentación no hubo mucha pedogénesis y no se desarrolló ningún horizonte de diagnóstico en el suelo mineral. Sin embargo, Fluvisoles pueden tener capas órganicas superficiales. También pueden mostrar influencia de agua freática o agua estancada en la parte subsuperficial.
Las características y la fertilidad de los Fluvisoles dependen mucho del material depositado. La mayoría de estos suelos es fértil, y si no hay riesgo de inundaciones imprevisibles se encuentran bajo uso agrícola. En la historia de la agricultura eran unos de los primeros suelos que se cultivaban. Ejemplos son Mesopotamia y las zonas ribereñas del Nilo, Indus, Ganges, Mekong, Yangtsé y Huangho. En el trópico y subtrópico, Fluvisoles se usan mucho para el cultivo de arroz inundado. La vegetación natural de muchos Fluvisoles es bosque.